# Nassira Belloula
Nassira Belloula   (Batna, 13 de febrer de 1961) és una periodista i escriptora feminista algerianocanadenca, que escriu en francés. És autora de novel·les, poemes, assaigs i contes. Un dels focus més importants de la seua literatura és la situació de les dones, el seu tancament, les tradicions, les relacions socials, la parella i la violència i la situació de les xiquetes.

## Biografia
Nassira va créixer a Alger, al barri de Télemly, en una família nombrosa. Estudià a l'escola primària Viviani. A mitjans 1970 son pare va tenir problemes amb el seu negoci i la família es traslladà a l'Aurés, a Ain Touta. Continuà els estudis secundaris en el liceu tècnic de Batna, que abandonà per a incorporar-se a l'Ecole Nationale des Cadres de la Jeunesse en la dècada del 1980.
Belloula començà a treballar de periodista independent el 1992. A partir del 1994, col·labora amb periòdics algerians i espais de notícies en línia com Le Soir d'Algérie, Le Matin, La Nouvelle République i Liberté. És membre fundadora de la revista literària algeriana L'Ivrescq de la qual fou directora.
El 2005 publica Conversations à Alger: Quinze auteurs es dévoilent, en què narra la trajectòria d'autors i autores referents, com ara Ahmed Abodehman, primer escriptor saudita en llengua francesa, René Frégni, Yves Broussard i Jean Claude Villain, poetes francesos, a més de Madjid Talmats, Maïssa Bey, Karima Berger, Minna Sif Sylvie Garcia, Malika Mokkedem i Nawal El Saadawi.
El 2010, Belloula es trasllada amb la seua família a Mont-real, Canadà. El 2012 s'incorpora a la Universitat de Mont-real, on es diploma en Història i més tard realitzarà un programa de literatura comparada.
El seu primer treball literari fou un recull de poemes, Les portes du soleil, del 1988, sobretot poemes de joventut.
El 2014 publica Terre des femmes.

## Activisme i escriptura
El treball de Belloulas tracta sobre els problemes de les dones, com ara les restriccions culturals i religioses, l'educació, les relacions socials, les tradicions, el confinament i la violència masclista. Violacions, situacions adverses i relacions amb l'agressor i amb els membres de diferents tribus, són objecte de la més profunda anàlisi en la mirada de Nassira Belloula, remarca la reportera, escriptora i crítica literària cubana Marilyn Bobes.
Fou membre fundadora de la Fundació Algeriana de Drets Humans del Nen i l'Adolescent (1993-1998). El seu primer assaig fou sobre terrorisme, l'any 2000: Algérie, le massacre des innocents, que tracta sobre l'assassinat de civils algerians. Feu dos mandats com a membre de la Comissió Algeriana de Drets Humans.

### Terra de dones
La novel·la recull les vides de Zwina, Tafsut, Yelli, Tadla, Aldjia i Nara, sis dones algerianes de distintes generacions. S'hi narra el marc de la guerra d'Algèria contra el colonialisme francés i la participació activa de les dones.

## Premis i reconeixements
- Premi Kateb Yacine de 2016 amb Terra de dones.[4]
- Beca Charles-Gagnon de la Fondation Lire (2019)[5]

## Obres

### Poesia
- 1988: Les Portes du Soleil
- 2010: The Gates Of The Sun, translation of Les Portes du Soleil

### Ficció
- 1998: Le Revanche de May
- 2003: Rebelle en toute demeure
- 2008: Djemina
- 2008: Visa pour la haine
- 2014: Terre des femmes

### No-ficció
- 2000: Algérie, le massacre des innocents
- 2005: Conversations à Alger, quinze auteurs se dévoilent
- 2006: Les Belles Algériennes, confidences d'écrivaines
- 2009: Soixante ans d'écriture féminine en Algérie

### Antologies
- 2008: Arbres Bleus, fantasmes naufragés
- 2009: Tamazgha francophone au Féminin